# Nick Gomez (attore)
Nick Gomez (Honolulu, 2 ottobre 1978) è un attore statunitense.
È conosciuto in particolare per la sua partecipazione alle serie The Walking Dead e The Red Road.

## Carriera
Gomez ha iniziato a recitare da bambino. C'era una location per film vicino alla sua città natale e lui la visitava spesso e i registi lo usavano spesso come comparsa. Ha avuto il suo primo ruolo con battute in Young Guns II, pronunciando una parola di fronte a Kiefer Sutherland.
Gomez ha avuto una serie di ruoli secondari in film e televisione. I suoi ruoli televisivi più importanti sono Jay in Treme, Tomas in The Walking Dead, Javier "El Sapo" Guzman in Dexter e Frank Morgan in The Red Road.
Altre parti sono G.I. Joe - La vendetta, Angry Games - La ragazza con l'uccello di fuoco e Day of Reckoning.

## Filmografia parziale

### Cinema
- G.I. Joe - La vendetta (G.I. Joe: Retaliation), regia di Jon Chu (2013)
- Angry Games - La ragazza con l'uccello di fuoco (The Starving Games), regia di Jason Friedberg e Aaron Seltzer (2013)
- Sniper - Nemico fantasma (Sniper: Ghost Shooter), regia di Don Michael Paul (2016)

### Televisione
- Dawson's Creek – serie TV, 5 episodi (2002-2003)
- Treme – serie TV, 5 episodi (2010-2011)
- Wendy – serie TV, 9 episodi (2011)
- The Walking Dead – serie TV, episodi 3x01-3x02 (2012)
- Dexter – serie TV, episodi 8x01-8x02 (2013)
- The Red Road – serie TV, 8 episodi (2014-2015)
- Bosch – serie TV, 6 episodi (2016)
- Snatchers – serie TV, 17 episodi (2017-2018)
- Criminal Minds – serie TV, episodio 15x09 (2020)
- She-Hulk: Attorney at Law – miniserie TV, puntate 3-7-9 (2022)
- Fargo – serie TV, 6 episodi (2023-2024)
- The Rookie – serie TV, 2 episodi (2023-2024)
- Outer Banks – serie TV, episodio 4x03 (2024)
- S.W.A.T. – serie TV, episodio 7x13 (2024)
- NCIS: Origins – serie TV, episodio 1x13 (2025)

## Doppiatori italiani
Nelle versioni in italiano delle opere in cui ha recitato, Nick Gomez è stato doppiato da:
- Stefano Brusa in S.W.A.T., Tracker
- Andrea Lavagnino in Angry Games - La ragazza con l'uccello di fuoco
- Francesco Mei in Sniper - Nemico fantasma
- Alberto Angrisano in Criminal Minds
- Federico Di Pofi She-Hulk: Attorney at Law
- Fabrizio Dolce in Fargo
- Stefano Alessandroni in FBI
- Luca Sbaragli in The Rookie
- Paolo Vivio in Outer Banks
- Dario Oppido in NCIS: Origins